# Фукусакі

34°57′1″ пн. ш. 134°45′37″ сх. д. / 34.95028° пн. ш. 134.76028° сх. д.
Фукусакі (яп. 福崎町) — містечко в Японії, в повіті Кандзакі префектури Хьоґо.